# Tor Fuglset
Tor Fuglset (* 23. dubna 1951, Molde, Norsko) je bývalý norský fotbalový záložník. Nastupoval i v norské fotbalové reprezentaci.
Jeho bratrem je bývalý fotbalista a norský reprezentant Jan Fuglset.

## Klubová kariéra
Na klubové úrovni hrál v Norsku v klubech Molde FK, Odda IL, Fredrikstad FK, FK Lyn. V letech 1972–1973 hrál v nizozemském klubu FC Den Haag.

## Reprezentační kariéra
V A-týmu Norska debutoval 13. 9. 1970 v Oslu proti týmu Švédska (prohra 2:4). Při své premiéře vstřelil jednu branku. Celkem odehrál v letech 1970–1972 za norský národní tým 9 zápasů a vstřelil 2 góly.